# Веселівка (Сумський район)
Хутір Веселівка (Веселі березки, Веселий, Березки, Левшин), ймовірно, заснував рідний брат осадчого Водолаг, відставний майор, біловодський поміщик Микола Ілліч Савич (1773 р. — до 1832 р.) у 1820-х роках
Весе́лівка — село в Україні, у Хотінській селищній громаді Сумського району Сумської області. Населення становить 67 осіб. До 2020 орган місцевого самоврядування — Біловодська сільська рада.

## Географія
Село розташоване за 3 км від лівого берега річки Снагість. Поруч протікає безіменна річка, по якій проходить кордон з Росією, на протилежному березі — село Успенівка Курської області. По селу протікає струмок із греблею, що іноді пересихає.

## Історія
- 12 червня 2020 року, відповідно до розпорядження Кабінету міністрів України № 723-р «Про визначення адміністративних центрів та затвердження територій територіальних громад Сумської області» увійшло до складу Хотінської селищної громади[1].

- 19 липня 2020 року, в результаті адміністративно-територіальної реформи та ліквідації Сумського району(1923-2020), село увійшло до новоутвореного Сумського району[2].

#### Російське вторгнення в Україну (з 2022)
У березні 2023 року, внаслідок обстрілів російськими військами, село лишилося поза логістичними маршрутами.
19 липня 2024 року російські війська обстріляли село. Зафіксовано вибух, ймовірно скид НВП з БПЛа.
3 серпня 2024 року російські війська знову обстріляли село. Зафіксовано вибух, ймовірно міномет 120 мм.
26 березня 2025 року ЗС РФ активно почала штурмувати село. 
29 травня 2025 року ЗС РФ окупували село.

## Відомі люди
- Оксененко Марія Максимівна — свердлувальниця Сумського машинобудівного заводу імені Фрунзе Сумської області. Депутат Верховної Ради СРСР VII-IX скликань.